# 断絶への航海
『断絶への航海』（だんぜつへのこうかい、原題 Voyage from Yesteryear）は、ジェイムズ・P・ホーガンによるSF小説。1982年発表。日本語訳は1984年刊行。
人類播種の物語を下敷きに異文化のファーストコンタクトの要素を重ねあわせている。背景にSF的な視点から紛争を解決する手段を暗示する、ホーガンによるハードSFのひとつ。

## あらすじ
人類は争いを止められず、米ソの対立を軸とした衝突から西暦1992年には戦術核を用いた紛争が勃発するなど諍いが絶えなかった。極東では中国と日本が共栄圏を設立し、第三の勢力として台頭するとともに西側との協力姿勢を見せていた。その一方でソ連を中心とする東側陣営は地歩を失い、最早一挙逆転の軍事的賭けに打って出るより他にないところまで追い込まれ、全世界的戦争が勃発する危険は高まりつつあった。
緊迫した情勢の中でも宇宙開発に向けた意欲は辛うじて維持されていた。火星に恒久的基地が建設され、有人宇宙船が木星を訪れ、深宇宙に探査機を飛ばし、そして系外惑星を求めて恒星間自動探査船SP3を送り出す計画が練られた。
2015年、本計画を指揮してきたヘンリー・B・コングリーヴはSP3に人類播種の機能を追加する事を提唱した。発達した生命工学の成果を応用して電子的に蓄積された人類の遺伝情報から胚を創造し、ロボットで育成することが可能となった今、巨大な探査船に比して「僅かな」機材を追加すれば、隔絶した新天地に人を発生させて、たとえ地球にカタストロフが訪れても、種としての人類を生き延びさせる事が可能であると言う（宇宙の避難所計画）。この提案は直ちに了承され、クワン・インと命名された探査船は哺育ロボットを搭載し人類の遺伝情報を携えて2020年に地球を進発した。
直後の2021年、遂に勃発した第三次世界大戦は地球の半分を灼き尽くし、産業を壊滅させて飢餓の時代を招来した。やがて世界はアラスカからメキシコまでを領有する新秩序アメリカ、東欧諸国を中心に編成された大ヨーロッパ、中国が盟主となってベーリング海からパキスタンまでを支配下に置く東亜連邦の3勢力に再編され復興を競った。
2040年、最初の歴訪地、アルファ・ケンタウリに到着したクワン・インより「当星系に人類が居住可能な惑星を見出し、殖民地の建設と人類の創造・育成に着手した」との連絡が地球にもたらされた。ケイロンと名付けられた新天地を目指して、各勢力は、それぞれ恒星間移民船の建造に乗り出し、中でも新秩序アメリカは他勢力に先駆けて移民船を就航させ、新たな殖民地に向けて送り出した。
船の名はメイフラワー2世、その使命は、新たな殖民地に逸早く取り付き、ケイロンの原住民を地球・アメリカの秩序の下に統べて支配し、領有権を確立することにある。航行中も議会制民主主義の下で自治を保ち、資本主義体制の下に貨幣経済を営み、キリスト教に基づいた生活規範を墨守し、それらの秩序を護るべく核を擁する強力な軍事力を保持する。船内で地球と変わらぬ政治・経済・文化を維持して新天地に齎し、いずれは原住民をこれらの秩序に従わせること、そして追い縋って2年後にやってくる東亜連邦の船の帝国主義者の連中や、更に1年後にやってくる大ヨーロッパの船の共産主義者の連中に対抗するべく防備を固める事を目指す。
そして2081年初頭、メイフラワー2世は、ケイロンの市民が万が一にも武力行使に及び叛乱を起こすのに備えて強力な武装を展開しつつ、ケイロン周回軌道に入った。
ここに、地球の旧き良き伝統と秩序を受け継ぎつつ、旧来の因習と悪弊を振り払い、それぞれが描く理想郷を新天地に打ち樹てる純粋な希望を胸に懐いた地球市民は、新天地に産み落とされた人類との邂逅を果たした。
だが、4.4光年の距離と、20年の時間をわたってきた彼らがそこに見たのは、機械が産み出し機械に育てられた原住民が営む異形の文明社会であった…

## 登場人物
20年の時間をかけてケイロンにやってきた地球産まれ・船内産まれの人々が、ケイロンで機械から産みだされた人々に出会う。

### メイフラワー2世

#### D中隊
メイフラワー2世の保有する正規軍の4個中隊の一つ。他部門・他部隊に馴染めなかった者が放り込まれる吹き溜まりの部隊であるが、理解ある隊長の指揮の下に結束は堅い。
スティーヴ・コールマン
軍曹、班長を務める。人間関係を煩わしく思い、機械を相手に過ごす事を好む。だが、その実直な人柄を慕い好意を寄せる女性もいる。誰よりもメイフラワー2世の機材に詳しく、技術部門への配置転換を願い出ているが叶えられずにD中隊に留め置かれている。飢餓時代の混乱の中、シカゴで私生児として産まれ、養育施設を経て、技師を務める養父コールマンの下で育ち、自身も技術に興味を抱く。とある事件が元で軍に入り、やがてメイフラワー2世に乗り込み、船で20年を過ごしてケイロンにやってきた。
トニイ・ドリスコル
一等兵。狙撃を得意とし、通信機や囮機材の操作に長ける。手品を嗜むとともにカードゲームを得意とするが、余りにも強く周囲からは疎まれる上に手癖の悪さを疑われ、D中隊に放り込まれる。女の子にモてる。
スワイリー
伍長。しばしば鋭い洞察力を発揮して中隊を危難から救い、周囲の人に示唆に富んだ助言を行う。幼少の頃に叔父に連れられてメイフラワー2世に乗り込んだ。
スタニスラウ
隊員。コンピュータ技術に精通し、セキュリティの堅牢な軍のコンピュータも手玉に取るハッキング能力を持つ。祖父や父は飢餓の時代に流通システムを欺いて余分な配給を受ける技能を持ち、自身もその技能を受け継いだが、軍の物資を横流ししたことが発覚してD中隊に放り込まれた。
シロッコ
隊長、大尉。個性の強い隊員たちに理解を示し、各々の特技を活かした指揮を行う。良く束ねて目的を果たす度量の深さを持つ。

#### 技術士官
バーナード・ファロウズ
家族は妻ジーン、息子ジェイ、娘メアリー。
コールマンと親しく、息子ジェイはコールマンに懐いている。
レイトン・メリック
バーナードの上司。

#### 軍上層部
ヨハネス・ボルスタイン
将軍。南アフリカ出身で砲兵からキャリアを積み、後に新秩序アメリカの建設に身を投じたが、政治の掣肘を受けることに不満を抱きメイフラワー2世に乗り込んだ。物事の解決にあたり、実力行使を重視する傾向がある。
カズミエラ・ストームベル
将軍。SD部隊を掌握する。元アメリカ軍の士官だが、地球でしばしば実力を伴わない人事・昇進が行われ、結局対抗勢力の台頭をゆるして破綻に至る過程を目の当たりにして失望し、心機一転巻き返しの為にメイフラワー2世に乗ることを選んだ。だが、こちらでもボルスタインの下に就けられ不満を抱く。

#### 議会
ハワード・カレンズ
ケイロン到着後の選挙で幹部会議長への当選を目指して活動・根回しをしている。妻はセリア・カレンズ。
マシュー・スターム

#### 司法
ウィリアム・フルマイア
判事。常に法の適正な運用を図る清廉潔白な態度を取り、法に悖る行為や意図を決して赦さない。

### ケイロン人
第一世代はクワン・イン内部で現地の物資を素材として、コンピュータに蓄積された遺伝情報から再構成された胚から成長し、地上に降ろされてケイロンを故郷とする。船は10年にわたり1万人のケイロン人を創造し、2081年時点で、最も年長の者は既に40代に達して、しばしば創始者（ファウンダー）と呼ばれる。彼等が地上に降りた頃はケイロンの野生の動物に襲われる危険があり、護身の為に銃を持ち歩いた。その習慣が今も受け継がれている。
予定では人口は1万2千人になっているはずだが、メイフラワー2世が到着してみると10万人に達し、既に第四世代の誕生を見ている。反物質を効率よく生成する技術体系を構築し、地球の科学技術とは異なる発展を遂げている。
キャス
第一世代の女性で創始者の一人。ケイロンの技術プラントを管理・統括する立場にある。メイフラワー2世の技術者を暖かく迎え、殊にコールマンには親密な態度を取る。

## 舞台

### 船
クワン・イン
計画時はSP3と呼ばれていた。当初は無人の自動探査船として計画され、複数の恒星を歴訪する予定であったが、計画の途中で播種機能を追加され、人類が居住可能な惑星に殖民を行う使命も担う。ケイロン周回軌道上で60年振りに地球の人々が再会した時には原住民の手で大きく改造が施され、大型化していた。名称は「観音」の中国語読みに由来する。これは本作において観音菩薩を子育ての神と認識したことによる。
メイフラワー2世
新秩序アメリカが他勢力に2年以上先駆けて完成させた恒星間移民船。恒星間ラムジェット構成を取り、前方に設えた磁気ラム・スクープ・コーンで絡め取った星間物質を核融合推進の燃料として進む。全長6マイル、回転して擬似重力を生む居住リングは全周18マイル余りで、ケイロン到着時には、内部に3万人を擁する。
戦闘モジュール
メイフラワー2世の先端に装着されているモジュールで、必要に応じて本船から分離し独立した軍艦として機能する。第二次世界大戦における一方の総力に匹敵する武力を持つ。
<空飛ぶパゴダ>
東亜連邦の恒星間移民船で、メイフラワー2世を追ってケイロンに向けて航行中。二つの細いピラミッド状の居住部を持つ形からこう呼ばれる。作中に正式名称は見えない。

### 星
アルファ・ケンタウリA
太陽から4.4光年の距離にある恒星で伴星Bを持つ。ケイロンの主星であり、他に、ポロス・ネソス・エウリュティオンの3大惑星を持つ。
ケイロン
クワン・インが発見した、人類が居住可能な惑星であり、本作品の主たる舞台である。ロムルスとレムスの2つの月を従える。表面積の35%が陸でテラノヴァ・セレーネ・アルテミアの3大陸がある。独自に進化した生態系を持ち、地球の植物に相当する緑が繁茂し、爬虫類や哺乳類に相当する高度な動物も住まう。

### 街
フランクリン
クワン・インが最初に建設した街。テラノヴァ大陸に深く切り込むケイロン内海に臨む場所にある。SP3立案者らの計画した都市設計に、当時幼児だったケイロン人が無邪気な設計変更を加え雑然とした街並みとなっている。ケイロンの人々の大半がフランクリンとその周囲に住む。
ポート・ノルディ
フランクリンから25マイル北にあるコンビナート主体の街。凡そ1日の旅程の位置にある事からノルディ(ノル=北、デイ=1日)と名付けられた。核融合によるエネルギー供給プラントと、必要な物資を核合成で産生する、ケイロンのエネルギーと経済の中心である。
フェニックス
ケイロン地表に作られた、メイフラワー2世の住民向けの区域。この中では地球の法体系・経済体制・生活習慣が維持される。

## 逸話
本作品は、ホーガンがアイルランドに在住していた頃、友人とアイルランド問題について論じ、民族間の確執を根本的に解決するには、少なくとも1世代の間、子供を親から引き離して育成・教育し、因習から解き放つ必要があると考えた事に着想を得たという。

## 書誌情報（日本語訳）
- 『断絶への航海』、小隅黎訳、ハヤカワ文庫SF、1984年11月、ISBN 4-15-010586-3